# Axis and Allies
Axis and Allies, ou Axis & Allies é um jogo de tabuleiro, de guerra e estratégia lançado e produzido pela Nova Game Designs. Em 2004 a Hasbro publicou a sua versão do jogo sob a bandeira da Avalon Hill.